# Franco Camiolo
Franco Camiolo (* 4. Dezember 2000) ist ein argentinischer Leichtathlet, der sich auf den Sprint spezialisiert hat.

## Sportliche Laufbahn
Erste Erfahrungen bei internationalen Meisterschaften sammelte Franco Camiolo im Jahr 2021, als er bei den Südamerikameisterschaften in Guayaquil in 21,32 s den sechsten Platz im 200-Meter-Lauf belegte und mit der argentinischen 4-mal-100-Meter-Staffel disqualifiziert wurde. Im Oktober erreichte er bei den U23-Südamerikameisterschaften ebendort nach 21,98 s Rang acht über 200 m und gewann in der 4-mal-100-Meter-Staffel in 41,29 s die Bronzemedaille hinter den Teams aus Kolumbien und Ecuador und belegte mit der 4-mal-400-Meter-Staffel in 3:24,93 min den fünften Platz.
2021 wurde Camiolo argentinischer Meister im 200-Meter-Lauf.

## Persönliche Bestzeiten
- 100 Meter: 10,69 s (+1,1 m/s), 9. April 2021 in Concepción del Uruguay
- 200 Meter: 21,32 s (+1,9 m/s), 31. Mai 2021 in Guayaquil